# Guzmán (Coclé)
Guzmán es un corregimiento del distrito de Natá en la provincia de Coclé, República de Panamá. La localidad tiene 9.390 habitantes (2010).